# Ceapaieve, Krasnohvardiiske
Ceapaieve (în ucraineană Чапаєве) este un sat în comuna Voshod din raionul Krasnohvardiiske, Republica Autonomă Crimeea, Ucraina.

## Demografie
Componența lingvistică a localității Ceapaieve
     Rusă (48,07%)
     Ucraineană (24,94%)
     Tătară crimeeană (20,63%)
     Alte limbi (0,46%)
Conform recensământului din 2001, nu exista o limbă vorbită de majoritatea populației, aceasta fiind compusă din vorbitori de rusă (48,07%), ucraineană (24,94%) și tătară crimeeană (20,63%).